# Université Kenyatta
Pour les articles homonymes, voir Kenyatta.
L'université Kenyatta (en anglais : Kenyatta University ou KU) est une université publique Kényane située à Nairobi, la capitale du pays.

## Historique

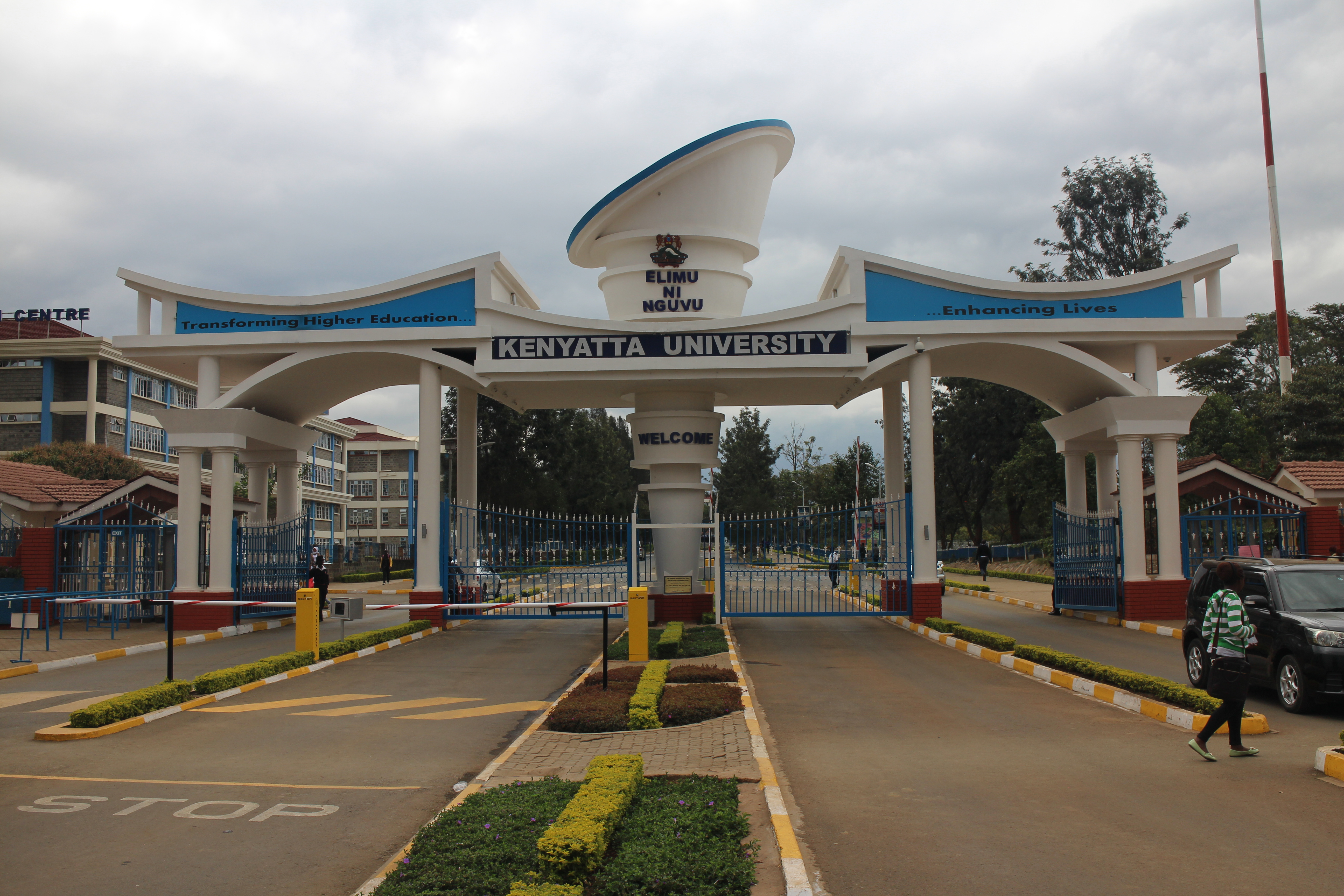
Entrée.

En 1965, le gouvernement britannique cède la caserne des Templiers à Kahawa, au nouveau gouvernement du Kenya. Cette caserne est ensuite  convertie en un collège appelé Kenyatta College du nom du président Jomo Kenyatta. En 1970, le Kenyatta College est rattaché à l'université de Nairobi, et son nom est changé en Kenyatta University College.
En 1985, elle a obtenu le statut d'université à part entière et est rebaptisée université Kenyatta, troisième université du pays après l'université de Nairobi et l'université Moi.
Le président des États-Unis, Barack Obama, dont le défunt père, Barack Obama, Sr. (économiste) et des membres de la branche paternelle sont originaires du Kenya, lors de sa visite au Kenya en 2015, a visité l'un des campus de l'université.

## Personnalités liées à l'université

### Professeurs
- Steven Runo, botaniste.

### Étudiants
- Rocha Chimera, auteur kényan.
- Yvonne Adhiambo Owuor, auteure kényane.
- Jane Catherine Ngila,scientifique kényane.
- Joseph Ole Nkaissery, homme politique et ministre du Kenya.
- Elizabeth Wathuti, militante écologiste kényane.
- Wambui Katee, chanteuse kényane.
- Margaret Karembu, scientifique kényane.
- Esther Ngumbi professeure-adjointe en entomologie et sécurité alimentaire aux États-Unis.
- Rachel Ruto, Première dame du Kenya